# Vooru
Vooru – wieś w Estonii, w prowincji Viljandi, w gminie Viljandi.
W latach 1991–2017 (do czasu reformy administracyjnej estońskich gmin) wieś znajdowała się w gminie wiejskiej Tarvastu. 
Archaiczne nazwy wsi to: Worroküll, Wor (1583), Worykiera (1599), Worokull (1638), Wårekullehåff (1693). Przez wieś przepływa strumień Vooru. Znajduje się tu jezioro Vooru.